# Медведжа (община)
Община Медведжа (на сръбски: Општина Медвеђа) се намира в Южна Сърбия, Ябланишки окръг. Заема площ от 524 км2. Административен център е град Медведжа.

## Население
Според преброяването от 2011 г. населението на Община Медведжа възлиза на 7438 души. Гъстотата е 14,19 души/км2.

### Етнически състав[3]
- сърби – 6429 жители
- албанци – 527 жители
- цигани – 145 жители
- черногорци – 143 жители
- македонци – 13 жители
- горанци – 13 жители
- българи – 4 жители
- мюсюлмани – 4 жители
- хървати – 1 жител
- унгарци – 1 жител
- руснаци – 1 жител
- словаци – 1 жител
- германци – 1 жител
- бошняци – 1 жител
- други – 6 жители
- неизяснени – 86 жители
- неизвестно – 62 жители

## Селищна мрежа
В границите на общината влизат 44 населени места.
- 2 града: Медведжа и Сияринска баня
- 42 села:

| - Богуновац - Боровац - Варадин - Велика Браина - Врапце - Газдаре - Горна Лапащица - Горни Бучумет - Горни Гайтан - Гърбавце - Губавце | - Гургутово - Долна Лапащица - Долни Бучумет - Долни Гайтан - Дренце - Джулекаре - Капит - Леце - Мала Браина - Маровац - Мачедонце | - Мачедонце (Реткоцерско) - Медевце - Мърконе - Негосавле - Петриле - Порощица - Пусто Шилово - Равна баня - Реткоцер - Руйковац - Свирце | - Сиярина - Спонце - Средни Бучумет - Стара баня - Стубла - Туларе - Тупале - Църни връх - Чокотин |